# 歌田明弘
歌田 明弘（うただ あきひろ、1958年11月22日 -　）は、日本の雑誌編集者、文筆家。

## 来歴
東京都出身。父は元味の素社長の歌田勝弘。1982年、東京大学文学部卒業。青土社に入社。1982年から「現代思想」の編集を担当したのち、1985年雑誌「ユリイカ」編集長に。
1992年退職し、執筆活動に専念。出版とデジタルメディアの関係について早くから論じていた。2003年〜2012年専修大学講師、2006年〜2016年、東京学芸大学講師、のち大正大学表現学部特命教授。

## 著書
- 『デジタル・ライティングへの招待』 アスキー 1994 ISBN 4756103383
- 『マルチメディアの巨人 : ヴァネヴァー・ブッシュー原爆・コンピュータ・UFO』 ジャストシステム 1996 ISBN 4883094243
- 『仮想報道』 アスキー 1998 ISBN 489366946X
- 『本の未来はどうなるか : 新しい記憶技術の時代へ』 中央公論新社 2000 (中公新書) ISBN 4121015622
- 『インターネットは未来を変えるか? : 現代社会を読み解く』 アスキー 2001 ISBN 4756138128
- 『「ネットの未来」探検ガイド : 時間と言葉の壁を超える』 岩波書店 2004 (岩波アクティブ新書) ISBN 4007000999
- 『科学大国アメリカは原爆投下によって生まれた : 巨大プロジェクトで国を変えた男』 平凡社 2005 ISBN 4582824455
- 『ネットはテレビをどう呑みこむのか?』 アスキー 2007 (アスキー新書) ISBN 978-4756149336
- 『電子書籍の時代は本当に来るのか』 筑摩書房 2010 (ちくま新書 ; 871) ISBN 978-4480065766

## 共著
- 『脳の中の小さな神々』 茂木健一郎, 歌田明弘 著 柏書房 2004 ISBN 4760125728
- 『文化の受容と変貌』 荒このみ, 生井英考 編著 ミネルヴァ書房 2007 (シリーズ・アメリカ研究の越境 ; 第6巻) ISBN 978-4623049455
- 『デジタル時代の知識創造 : 変容する著作権』 長尾真 監修 KADOKAWA 2015 (角川インターネット講座 ; 03) ISBN 978-4046538833
- 『茂木健一郎の脳科学講義』 茂木健一郎 [述],歌田明弘 聞き手 筑摩書房 2008 (ちくま文庫) ISBN 978-4480424747
- 『2030年の日本へ : あらたにす「新聞案内人」の提言』 あらたにす 編 日本経済新聞出版社 2012 ISBN 978-4532355159